# Codice fiscale
Il codice fiscale in Italia è un codice che serve a identificare in modo univoco le persone fisiche e altri soggetti diversi dalle persone fisiche nei loro rapporti con gli enti e le amministrazioni pubbliche dello Stato italiano. Per le persone fisiche generalmente è composto da 16 caratteri alfanumerici mentre per i soggetti diversi dalle persone fisiche da 11 cifre.
Il codice fiscale viene attribuito e rilasciato su un apposito tesserino plastificato di colore verde, chiamato comunemente tesserino del codice fiscale. Questo tesserino non va confuso con la tessera sanitaria, che contiene anch'essa il codice fiscale, ma è rilasciata solo ai cittadini aventi diritto alle prestazioni del Servizio Sanitario Nazionale (SSN).
Il codice fiscale viene attribuito alla nascita o alla costituzione per le associazioni e gli enti. Per i soggetti iscritti al Registro delle imprese il codice fiscale dal dicembre 2000 coincide con il numero di iscrizione al Registro (le prime 7 cifre corrispondono al "numero sequenziale", seguito da 3 cifre che identificano l'Ufficio e 1 cifra di controllo). Per tutti i soggetti contribuenti non persone fisiche dotati di una partita IVA (trust, stabili organizzazioni, imprese e tra queste le imprese in forma societaria, società non imprese commerciali come le società tra professionisti, associazioni con partita Iva, fondazioni) la stessa normalmente ha anche funzione di codice fiscale.

## Storia
Il codice fiscale è stato introdotto con il Decreto del presidente della Repubblica n. 605 del 29 settembre 1973 per rendere più efficiente l'amministrazione finanziaria con la creazione dell'Anagrafe tributaria, fortemente voluta dall'allora ministro delle finanze Bruno Visentini.
Esso viene attribuito e rilasciato a ciascun cittadino italiano dall'Agenzia delle entrate e può essere attribuito anche ai cittadini stranieri.
Sin dalla riforma, a ciascuna persona veniva consegnato un tesserino prima cartaceo poi di plastica con banda magnetica, riportante oltre al codice fiscale anche cognome, nome, sesso, luogo di nascita, provincia di nascita, data di nascita e anno di emissione.

## Descrizione
Il codice fiscale è un identificativo personale utilizzato da tutte le amministrazioni pubbliche italiane per riconoscere in modo univoco cittadini, contribuenti, persone giuridiche e tutti gli altri soggetti tenuti al suo possesso.

### La tessera
A chiunque venga assegnato un codice fiscale viene rilasciato una certificato di attribuzione del codice fiscale in formato cartaceo; su richiesta, può essere emessa una tessera plastificata di colore verde, senza scadenza, che riporta il codice fiscale, i dati anagrafici del titolare e un codice a barre univoco. Per i cittadini italiani residenti, i cittadini dell’Unione Europea residenti in Italia e i cittadini extracomunitari regolarmente iscritti al Servizio Sanitario Nazionale, viene invece emessa la Tessera Sanitaria, o la Carta Nazionale dei Servizi. Quest'ultime hanno il medesimo formato della tessera del codice fiscale, ma si distinguono per il colore blu, sul retro riportano anche i dati della Tessera Europea di Assicurazione Malattia, validi per l’assistenza sanitaria nei Paesi dell’Unione Europea e dello Spazio Economico Europeo.
Le tessere del codice fiscale, di colore verde, sono spesso utilizzate da stranieri non residenti in Italia, da stranieri residenti non iscritti al Servizio Sanitario Nazionale e da cittadini italiani residenti all’estero la cui tessera sanitaria è scaduta.

### Gestione separata INPS
Nella gestione separata (una forma previdenziale pubblica, obbligatoria per talune categorie di lavoratori) l'INPS utilizza come numero di attribuzione il codice fiscale, invece di un codice numerico assegnato (come viene fatto per le altre forme previdenziali, anche dell'INPS stessa). L'iscrizione alla gestione separata INPS 2018, può essere effettuata nelle Camere di Commercio tramite il Registro delle Imprese e la procedura di comunicazione "UNICA".

### Codice fiscale provvisorio
Quando sia necessario, l'Agenzia delle entrate può attribuire un codice fiscale provvisorio a una persona fisica. Tale codice fiscale provvisorio per le persone fisiche è costituito da un numero di undici cifre, del quale le prime sette sono un numero progressivo, quelle dall'ottava alla decima comprese identificano l'ufficio che ha attribuito il codice e l'undicesima è il carattere di controllo, determinato nel modo seguente:
- si sommano i valori di ciascuna delle cinque cifre in posizione dispari;
- si raddoppia ogni cifra di ordine pari e, se il risultato è un numero di due cifre, si riduce a una sola sommando la cifra delle decine e quella delle unità; si sommano quindi tutti i valori ottenuti;
- si determina il totale delle due somme;
- si calcola la differenza tra 10 e le unità del totale;
- il carattere di controllo è la cifra relativa alle unità del risultato.

### Aspetti legali
Anche se non univoco a causa delle omocodie, il codice fiscale nella pubblica amministrazione italiana risulta essere la condivisa e più frequente chiave alfanumerica identificativa di accesso agli altri dati personali del cittadino (compresi alcuni tipologie di dati sensibili): dati reddituali, dati catastali, fiscali-contributivi, ovvero di dati genetici, sanitari o biometrici.
A scopo esemplificativo, nel glossario pubblicato sito dell'"authority", il codice fiscale, nome e cognome sono tipizzati come dato personale. Nel glossario non sono compresi il comune o lo Stato estero di nascita, sebbene questa informazione personale possa rivelare l'origine razziale ed etnica, che è qualificata come "dato sensibile" nel d.lgs. 196/2003 art. 4, e come dato personale di tipo particolare nel Regolamento generale sulla protezione dei dati personali, art. 9. Il Regolamento generale sulla protezione dei dati (GDPR) dell'Unione Europea, in vigore da maggio 2018, tuttavia, non esemplifica nessuno di questi dati.
In caso di comunicazione di dati personali fra soggetti pubblici non prevista da norme o regolamenti, "effettuata in qualunque forma anche mediante convenzione", il titolare del trattamento è tenuto a comunicare previamente al Garante tale circostanza (art. 39, codice privacy).

Il Regolamento GDPR non fa menzione di enti di previdenza o di assistenza sociale.
Il GDPR art. 9 vieta il trattamento dei dati personali di categoria particolare, definiti all'art. 4. Tuttavia, le deroghe possibili sono genericamente "motivi di interesse pubblico rilevante sulla base del diritto dell'Unione o degli Stati membri", oltre ad (ampi) casi circostanziati: dato reso manifesto dall'interessato, e del pubblico interesse (archiviazione, ricerca storica e scientifica, medicina preventiva e del lavoro, sanità pubblica).
Al trattamento dei dati personali relativi allo stato di salute e alla vita sessuale, biometrici e genetici, anche per finalità di ricerca, sono riferiti: dal Codice della Privacy (artt. 4, 22, 37, 110), e dal GDPR (considerazione generale n. 159, art. 3, art. 4 in merito alla definizione di dato sensibile, art. 5 in merito all'obbligo di cancellazione o rettifica dei dati inesatti, art. 9 -divieto di trattamento dei dati personali di categoria particolare, 28 per quanto riguarda gli obblighi contrattuali del responsabile del trattamento, 34-obbligo di notifica all'interessato in caso di violazione dei dati, 49, art. 169- protezione dei dati negli istituti nazionali di statistica).

### La generazione del codice fiscale per persone fisiche
La normativa che disciplina le modalità di calcolo del codice fiscale è il decreto del Ministero delle finanze del 23 dicembre 1976, ("Sistemi di codificazione dei soggetti da iscrivere all'anagrafe tributaria").
Per le persone fisiche, il codice fiscale è composto di sedici caratteri alfanumerici; per le persone giuridiche, come per esempio società o enti, è invece un numero di undici cifre (la prima cifra è 8 per le associazioni riconosciute, 9 per quelle non riconosciute).
Per tutti i comuni d'Italia è presente una scheda identificativa che contiene il codice catastale del comune, usato nel codice fiscale. Per le aziende che ne sono sprovviste, la partita IVA sostituisce il codice fiscale.
Nessuno è autorizzato a calcolare o fornire strumenti per il calcolo del codice fiscale: l'unico codice fiscale valido è quello rilasciato al soggetto dall'Agenzia delle entrate.
L'algoritmo illustrato di seguito è utilizzato abitualmente per calcolare il codice fiscale, sebbene non garantisca l'affidabilità del risultato.
Il codice fiscale delle persone fisiche è costituito da sedici caratteri alfanumerici, ricavati in linea generale secondo l'algoritmo illustrato di seguito. Con le posizioni indicate da sinistra verso destra

#### Posizioni 1-3: cognome (tre lettere)
Vengono prese le consonanti del cognome o dei cognomi (se ve ne è più di uno) nel loro ordine (primo cognome, di seguito il secondo e così via). Se le consonanti sono insufficienti, si prelevano anche le vocali (se non sono sufficienti le consonanti, si prelevano la prima, la seconda e la terza vocale), sempre nel loro ordine; comunque, le vocali vengono riportate dopo le consonanti (per esempio: Rosi → RSO). Nel caso in cui un cognome abbia meno di tre lettere, la parte di codice viene completata aggiungendo la lettera X (per esempio: Fo → FOX). Per le donne, viene preso in considerazione il solo cognome da nubile.

#### Posizioni 4-6: nome (tre lettere)
Vengono prese le consonanti del nome o dei nomi (se ve ne è più di uno) nel loro ordine (primo nome, di seguito il secondo e così via) in questo modo: se il nome contiene quattro o più consonanti, si scelgono la prima, la terza e la quarta (per esempio: Gianfranco → GFR), altrimenti le prime tre in ordine (per esempio: Tiziana → TZN). Se il nome non ha consonanti a sufficienza, si prendono anche le vocali; in ogni caso le vocali vengono riportate dopo le consonanti (per esempio: Luca → LCU). Nel caso in cui il nome abbia meno di tre lettere, la parte di codice viene completata aggiungendo la lettera X.

#### Posizioni 7-9: anno e mese di nascita (tre caratteri alfanumerici)
Anno di nascita (due cifre): si prendono le ultime due cifre dell'anno di nascita;
Mese di nascita (una lettera): a ogni mese dell'anno viene associata una lettera basandosi su questa tabella:
| Lettera | Mese     | Lettera | Mese      |
| ------- | -------- | ------- | --------- |
| A       | gennaio  | L       | luglio    |
| B       | febbraio | M       | agosto    |
| C       | marzo    | P       | settembre |
| D       | aprile   | R       | ottobre   |
| E       | maggio   | S       | novembre  |
| H       | giugno   | T       | dicembre  |

Le lettere sono state scelte in ordine alfabetico (utilizzando l'alfabeto italiano, di 21 lettere) e in modo da evitare quelle potenzialmente equivoche e simili ad altri caratteri alfanumerici. Sono state escluse:
- F (simile a E)

- G (simile a C)

- I (simile a 1)

- N (simile a M)

- O e Q (simili a 0)

Questa cosa non avviene nel carattere di controllo, dove questo accorgimento non è necessario.

#### Posizioni 10-11: giorno di nascita e sesso (due cifre)
Si prendono le due cifre del giorno di nascita (se è compreso tra 1 e 9 si pone uno zero come prima cifra); per i soggetti di sesso femminile, a tale cifra va sommato il numero 40. In questo modo il campo contiene la doppia informazione giorno di nascita e sesso. Avremo pertanto la seguente casistica: gli uomini avranno il giorno con cifra da 01 a 31, mentre per le donne la cifra relativa al giorno sarà da 41 a 71.

#### Posizioni 12-15: comune (o Stato) di nascita (quattro caratteri alfanumerici)
Per identificare il comune di nascita si utilizza il codice impropriamente detto Belfiore, composto da una lettera e tre cifre numeriche. Per i nati al di fuori del territorio italiano, sia che si tratti di cittadini italiani nati all'estero, oppure stranieri, si considera lo stato estero di nascita: in tal caso la sigla inizia con la lettera Z seguita dal numero identificativo dello Stato.
Il codice Belfiore è lo stesso usato per il nuovo Codice catastale.

#### Posizione 16: carattere di controllo (una lettera)
A partire dai quindici caratteri alfanumerici ricavati in precedenza, si determina il carattere di controllo (indicato a volte come CIN, Control Internal Number) in base a un particolare algoritmo che opera in questo modo:
- Si dividono in due gruppi i caratteri alfanumerici del codice fiscale: in un gruppo vanno i caratteri la cui posizione all'interno del codice fiscale è dispari, nell'altro quelli la cui posizione è pari;
- fatto questo, i caratteri vengono convertiti in valori numerici secondo le seguenti tabelle;

| Caratteri alfanumerici posizione pari | Caratteri alfanumerici posizione pari | Caratteri alfanumerici posizione pari | Caratteri alfanumerici posizione pari | Caratteri alfanumerici posizione pari | Caratteri alfanumerici posizione pari | Caratteri alfanumerici posizione pari | Caratteri alfanumerici posizione pari |
| Carattere                             | Valore                                | Carattere                             | Valore                                | Carattere                             | Valore                                | Carattere                             | Valore                                |
| ------------------------------------- | ------------------------------------- | ------------------------------------- | ------------------------------------- | ------------------------------------- | ------------------------------------- | ------------------------------------- | ------------------------------------- |
| 0                                     | 0                                     | 9                                     | 9                                     | I                                     | 8                                     | R                                     | 17                                    |
| 1                                     | 1                                     | A                                     | 0                                     | J                                     | 9                                     | S                                     | 18                                    |
| 2                                     | 2                                     | B                                     | 1                                     | K                                     | 10                                    | T                                     | 19                                    |
| 3                                     | 3                                     | C                                     | 2                                     | L                                     | 11                                    | U                                     | 20                                    |
| 4                                     | 4                                     | D                                     | 3                                     | M                                     | 12                                    | V                                     | 21                                    |
| 5                                     | 5                                     | E                                     | 4                                     | N                                     | 13                                    | W                                     | 22                                    |
| 6                                     | 6                                     | F                                     | 5                                     | O                                     | 14                                    | X                                     | 23                                    |
| 7                                     | 7                                     | G                                     | 6                                     | P                                     | 15                                    | Y                                     | 24                                    |
| 8                                     | 8                                     | H                                     | 7                                     | Q                                     | 16                                    | Z                                     | 25                                    |

| Caratteri alfanumerici posizione dispari | Caratteri alfanumerici posizione dispari | Caratteri alfanumerici posizione dispari | Caratteri alfanumerici posizione dispari | Caratteri alfanumerici posizione dispari | Caratteri alfanumerici posizione dispari | Caratteri alfanumerici posizione dispari | Caratteri alfanumerici posizione dispari |
| Carattere                                | Valore                                   | Carattere                                | Valore                                   | Carattere                                | Valore                                   | Carattere                                | Valore                                   |
| ---------------------------------------- | ---------------------------------------- | ---------------------------------------- | ---------------------------------------- | ---------------------------------------- | ---------------------------------------- | ---------------------------------------- | ---------------------------------------- |
| 0                                        | 1                                        | 9                                        | 21                                       | I                                        | 19                                       | R                                        | 8                                        |
| 1                                        | 0                                        | A                                        | 1                                        | J                                        | 21                                       | S                                        | 12                                       |
| 2                                        | 5                                        | B                                        | 0                                        | K                                        | 2                                        | T                                        | 14                                       |
| 3                                        | 7                                        | C                                        | 5                                        | L                                        | 4                                        | U                                        | 16                                       |
| 4                                        | 9                                        | D                                        | 7                                        | M                                        | 18                                       | V                                        | 10                                       |
| 5                                        | 13                                       | E                                        | 9                                        | N                                        | 20                                       | W                                        | 22                                       |
| 6                                        | 15                                       | F                                        | 13                                       | O                                        | 11                                       | X                                        | 25                                       |
| 7                                        | 17                                       | G                                        | 15                                       | P                                        | 3                                        | Y                                        | 24                                       |
| 8                                        | 19                                       | H                                        | 17                                       | Q                                        | 6                                        | Z                                        | 23                                       |

- a questo punto, tutti i valori ricavati con le tabelle sopra vanno sommati tra di loro e il risultato va diviso per 26; il resto della divisione fornisce il codice identificativo, ottenuto dalla seguente tabella di conversione:

| Conversione del resto | Conversione del resto | Conversione del resto | Conversione del resto |
| Resto                 | Lettera               | Resto                 | Lettera               |
| --------------------- | --------------------- | --------------------- | --------------------- |
| 0                     | A                     | 13                    | N                     |
| 1                     | B                     | 14                    | O                     |
| 2                     | C                     | 15                    | P                     |
| 3                     | D                     | 16                    | Q                     |
| 4                     | E                     | 17                    | R                     |
| 5                     | F                     | 18                    | S                     |
| 6                     | G                     | 19                    | T                     |
| 7                     | H                     | 20                    | U                     |
| 8                     | I                     | 21                    | V                     |
| 9                     | J                     | 22                    | W                     |
| 10                    | K                     | 23                    | X                     |
| 11                    | L                     | 24                    | Y                     |
| 12                    | M                     | 25                    | Z                     |

N.B.: nelle tabelle "CARATTERI ALFANUMERICI PARI" e "RESTO" il criterio in base a cui il Valore o il Resto vengono associati alle lettere è semplice: in ordine alfabetico, a partire dallo 0 fino al 25 (che corrispondono rispettivamente alla A e alla Z).
Nella tabella "CARATTERI ALFANUMERICI DISPARI", invece, non sembra esserci una correlazione matematica tra lettere e valori associati.

#### Omocodia
Due diverse persone potrebbero avere uguali tutte e sedici le lettere/cifre generate usando questo schema (omocodia). In questo caso, l'Agenzia delle entrate provvede a sostituire sistematicamente i soli caratteri numerici (a partire dal carattere numerico più a destra) con una lettera, secondo la seguente tabella di corrispondenza:
| Conversione dei caratteri numerici in caso di omocodia | Conversione dei caratteri numerici in caso di omocodia | Conversione dei caratteri numerici in caso di omocodia | Conversione dei caratteri numerici in caso di omocodia |
| Cifra                                                  | Lettera                                                | Cifra                                                  | Lettera                                                |
| ------------------------------------------------------ | ------------------------------------------------------ | ------------------------------------------------------ | ------------------------------------------------------ |
| 0                                                      | L                                                      | 5                                                      | R                                                      |
| 1                                                      | M                                                      | 6                                                      | S                                                      |
| 2                                                      | N                                                      | 7                                                      | T                                                      |
| 3                                                      | P                                                      | 8                                                      | U                                                      |
| 4                                                      | Q                                                      | 9                                                      | V                                                      |

Dopo la sostituzione, il carattere di controllo deve essere ricalcolato.

N.B.: anche in questa tabella, le lettere sono associate alle cifre in ordine alfabetico a partire dalla L, e ad esclusione della O.

## Problemi relativi al codice fiscale

### Omocodie
Il meccanismo di calcolo del codice fiscale può portare alla generazione di codici identici per persone fisiche diverse. Si parla in questo caso di omocodia del codice fiscale. L'Agenzia delle Entrate provvede ad attribuire a ciascuna persona un nuovo codice in modo da garantire l'unicità dello stesso.
Il meccanismo con il quale si gestiscono le omocodie consente di generare il codice fiscale sostituendo una o più cifre (a partire dall'ultima) con una lettera.
Utilizzando tutte le combinazioni possibili di sostituzioni dei numeri con lettera, si possono gestire al massimo 128 codici differenti. I casi di soggetti cosiddetti omocodici, inizialmente molto limitati per quanto riguarda i cittadini italiani, si sono notevolmente incrementati nel tempo prevalentemente per gli stranieri, con una concentrazione particolarmente elevata per i nati nei paesi nei quali è prassi comune non ricordare il giorno esatto di nascita.

### Data di nascita
Il fatto di indicare solo le ultime due cifre dell'anno di nascita implica che, a parità degli altri dati, i nati a distanza di un secolo hanno lo stesso codice. Ad esempio, un uomo nato il 1º febbraio 1907 ha lo stesso codice di un uomo nato nella stessa città lo stesso giorno nel 2007: 07B01.

### Luogo di nascita
Il codice fiscale fotografa la situazione geopolitica e amministrativa al momento della nascita.
Stessa considerazione vige nei confronti del comune di nascita: una persona nata in un comune soppresso o accorpato (per esempio Borgo Panigale, fino al 1937 comune autonomo e da quella data parte del comune di Bologna) avrà il codice catastale del luogo di nascita corrispondente alla situazione amministrativa del momento (B027 prima del 1937, A944, codice di Bologna, dopo).
Ovviamente lo stesso discorso si applica a quei casi di frazioni comunali nel frattempo divenute comuni autonomi: chi per esempio è nato prima del 1992 a Fiumicino (all'epoca frazione del comune di Roma) porta nel codice fiscale il codice catastale H501 della Capitale italiana, laddove nel codice di chi è nato dopo figura M297, codice catastale del nuovo comune.
Fanno eccezione alcuni cittadini che negli anni settanta, nati prima del 1945 in territorio all'epoca italiano, si sono visti attribuire un codice catastale estero, in quanto il comune di nascita era diventato territorio straniero dopo la seconda guerra mondiale e dunque non venne mai provvisto di un codice catastale italiano.

### Carattere di controllo
L'algoritmo di calcolo del carattere di controllo non è in grado di riconoscere alcuni tipi frequenti di errori di battitura:
- lo scambio di due o più lettere in posizione pari o dispari.
- l’inversione della sequenza composta dai caratteri consecutivi W e Y:
  - la sequenza WY e la sequenza YW producono lo stesso valore nella computazione del carattere di controllo;
  - questa casistica, seppure improbabile, invalida lo scopo del carattere di controllo che dovrebbe rilevare la permutazione di due caratteri consecutivi diversi (carattere di controllo).
  - Esempio: i codici fiscali MRYWLM80A01H501H e MRWYLM80A01H501H sono entrambi formalmente validi e differiscono solo per l'inversione di due lettere consecutive.

### Cambio di nome
I contribuenti che cambiano il loro cognome o il nome durante la vita sono costretti ad aggiornare anche il proprio codice fiscale. Il problema, che era in origine occasionale, sta diventando sempre più frequente con l'aumento del numero degli stranieri, che potrebbero cambiare cognome in base a leggi del loro paese di origine.
Per esempio:
- le cittadine estere di molti paesi del mondo prendono il cognome del marito quando si sposano e lo possono perdere quando divorziano.

### Possibile inquinamento di banche dati
Nel caso in cui in banche dati sia private che di enti pubblici siano presenti informazioni associate a un codice fiscale non validato o non veritiero (per dolo, negligenza o errore materiale), dette banche sono inquinate.
Tra i casi più frequenti vi sono omocodìe e mancate notifiche di cambio nome (che comportano aggiornamento del codice fiscale).
Molto meno frequente, ma non per questo meno possibile, il caso in cui il dato sia molto vecchio e immesso nella banca dati privo di codice fiscale e quest'ultimo sia stato evinto in maniera non validata dai dati anagrafici tramite algoritmi comunque reperiti.

### Autogenerazione del codice fiscale
Benché esistano algoritmi in grado di calcolare in maniera indipendente il proprio o l'altrui codice fiscale, l'unico soggetto che per legge ne rilascia di validati ed efficaci a norma di legge è l'anagrafe tributaria dell'Agenzia delle entrate.
Quindi in caso di discrepanza tra due codici, anche se quello non validato appare rispettare l'algoritmo, quello valido è quello emesso dall'amministrazione finanziaria a esclusione di qualsiasi altro.

### Verifica telematica
Essendo il codice fiscale identificativo di un soggetto nei rapporti intercorrenti con la pubblica amministrazione, l'Agenzia delle Entrate mette a disposizione un servizio di verifica del codice fiscale (esistenza in Anagrafe Tributaria) e/o di corrispondenza tra codice fiscale e dati anagrafici di un soggetto. L'utilizzo "massivo" di tale servizio sarebbe auspicabile al fine di "bonificare" le banche dati degli uffici dagli eventuali codici fiscali errati o non aggiornati. Il servizio "massivo" è limitato quasi esclusivamente alla P.A., alle società pubbliche e ai gestori di servizi pubblici.
Il servizio non deve essere confuso con i programmi, che si trovano anche su internet, e che controllano semplicemente il codice fiscale "stand alone" confrontandolo con i soli dati anagrafici, inseriti dall'utente, e/o sulla base del solo carattere di controllo.

### Dati personali
Il codice fiscale di una persona fisica rivela i dati personali, data e comune di nascita, nessuno dei quali, considerato sensibile ai sensi delle norme poste a tutela della riservatezza.

## Verifica del codice presso il portale online dell'Agenzia delle Entrate
Esistono tre servizi online, completamente gratuiti e accessibili senza bisogno di registrazione, messi a disposizione dall’Agenzia delle Entrate per verificare un codice fiscale.
I servizi offerti consentono la verifica di:
- L'effettiva esistenza di un codice fiscale
- La corrispondenza di un codice fiscale ai data anagrafici di una persona
- La corrispondenza di un codice fiscale alla denominazione di una società o di una ditta

Pertanto, il servizio dell’Agenzia delle Entrate non ti consente di risalire al titolare del codice fiscale, ossia venire a conoscenza dei dati anagrafici, ma unicamente di controllare se il codice fiscale è effettivamente registrato presso l’Anagrafe tributaria.

## Denominazione nelle lingue minoritarie d'Italia
Nelle regioni a statuto speciale che beneficiano di un regime di bilinguismo, la denominazione codice fiscale è resa nelle seguenti varianti:
- per la Valle d'Aosta, bilingue italiano/francese: Code fiscal;
- per la provincia autonoma di Bolzano, bilingue italiano/tedesco: Steuernummer;
- in Friuli-Venezia Giulia, per i comuni delle province di Trieste e Gorizia, il cui statuto prevede il bilinguismo italiano/sloveno: Davčna številka.

## Galleria d'immagini

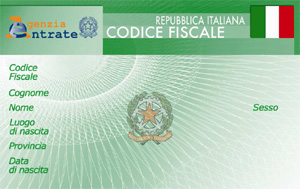
L'attuale tessera di plastica del codice fiscale
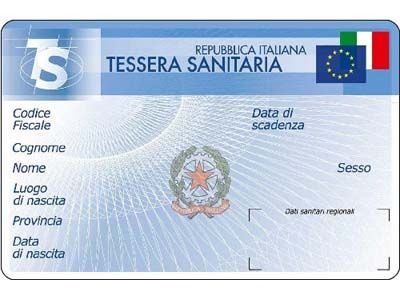
L'attuale tessera sanitaria riportante il codice fiscale
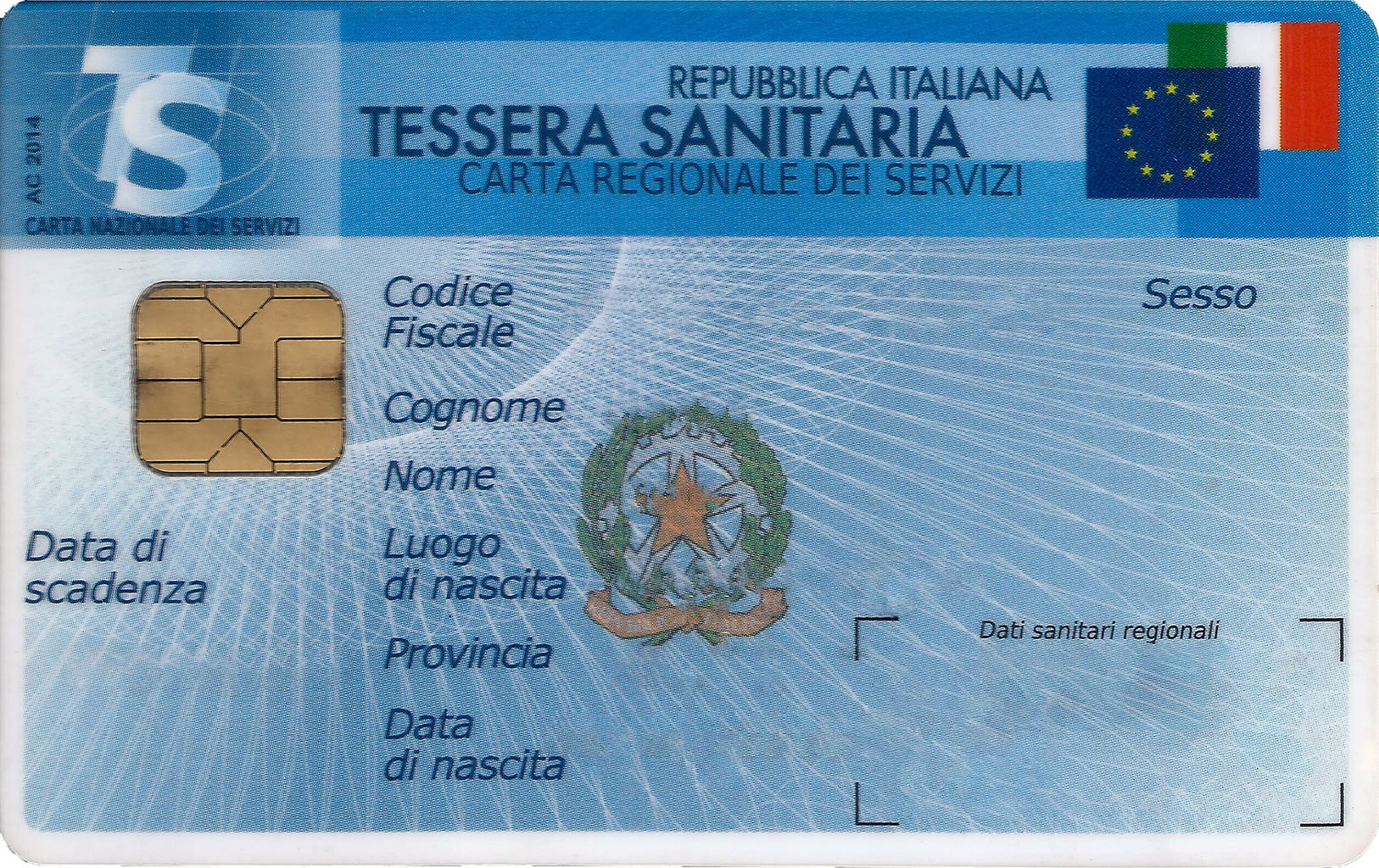
L'attuale Carta nazionale dei servizi riportante il codice fiscale
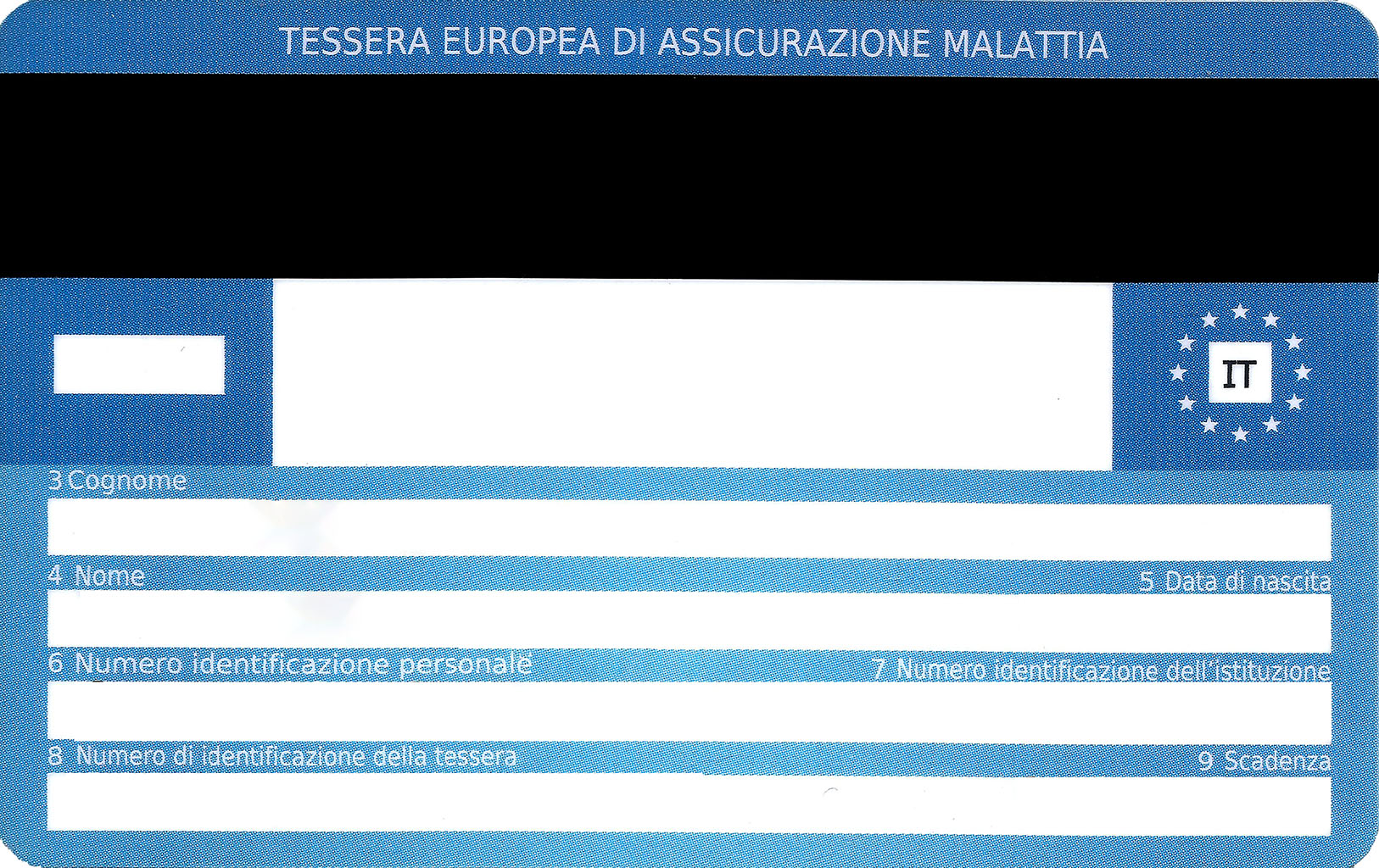
Il retro dell'attuale tessera sanitaria/carta nazionale dei servizi riportante i dati della tessera europea di assicurazione malattia
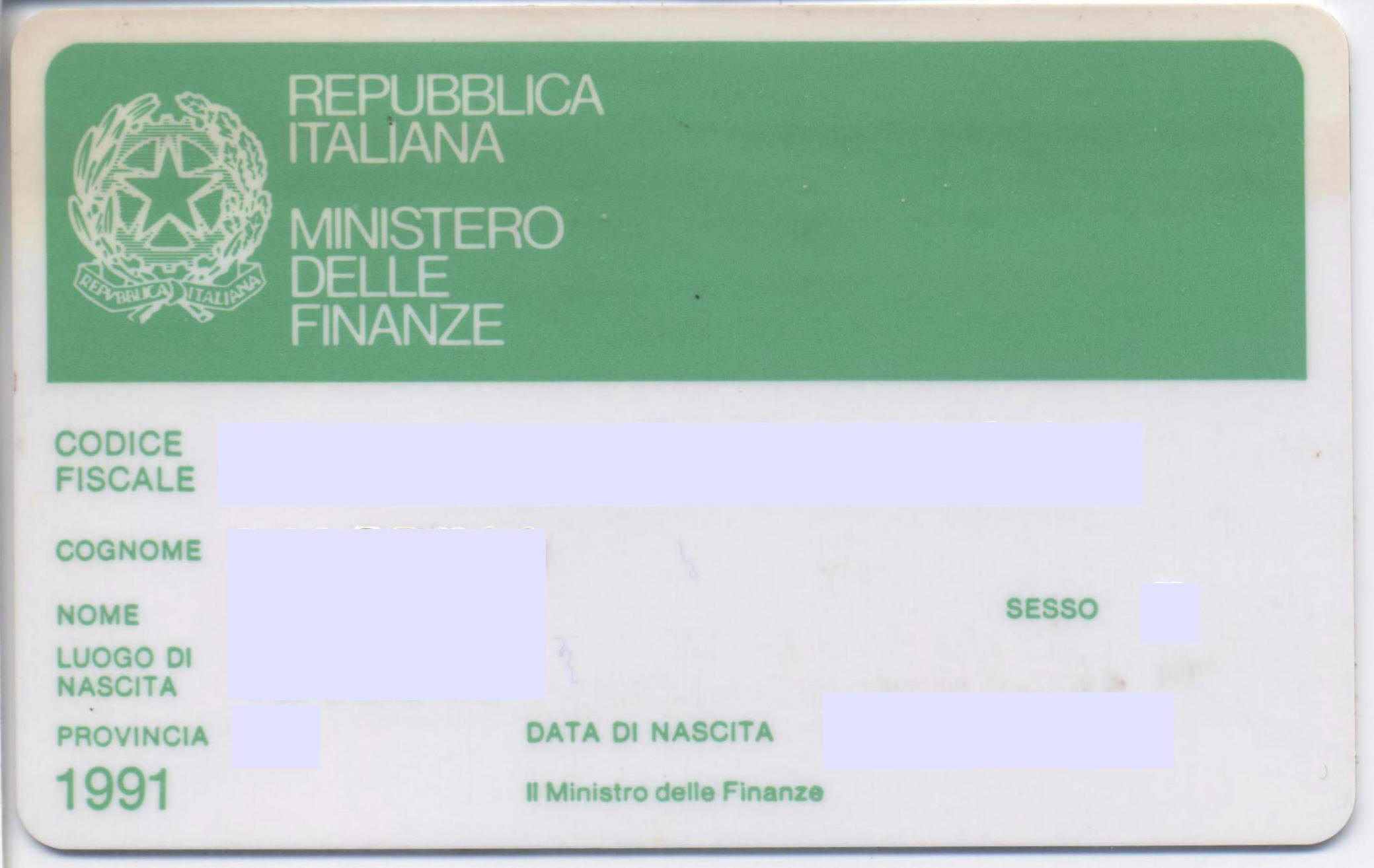
Il codice fiscale su tesserino di plastica, rilasciato nel 1991.
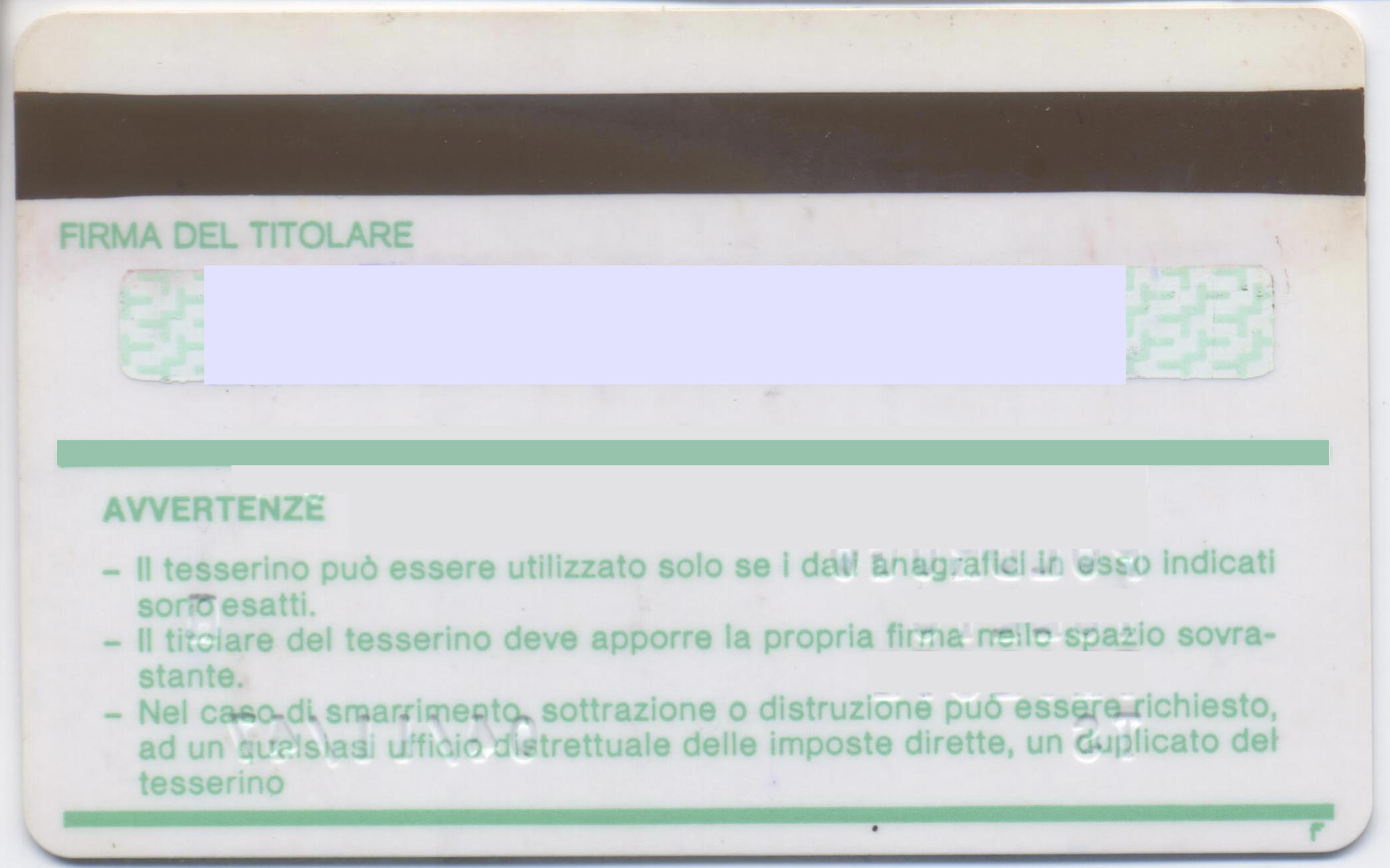
Il retro del tesserino di plastica rilasciato nel 1991.
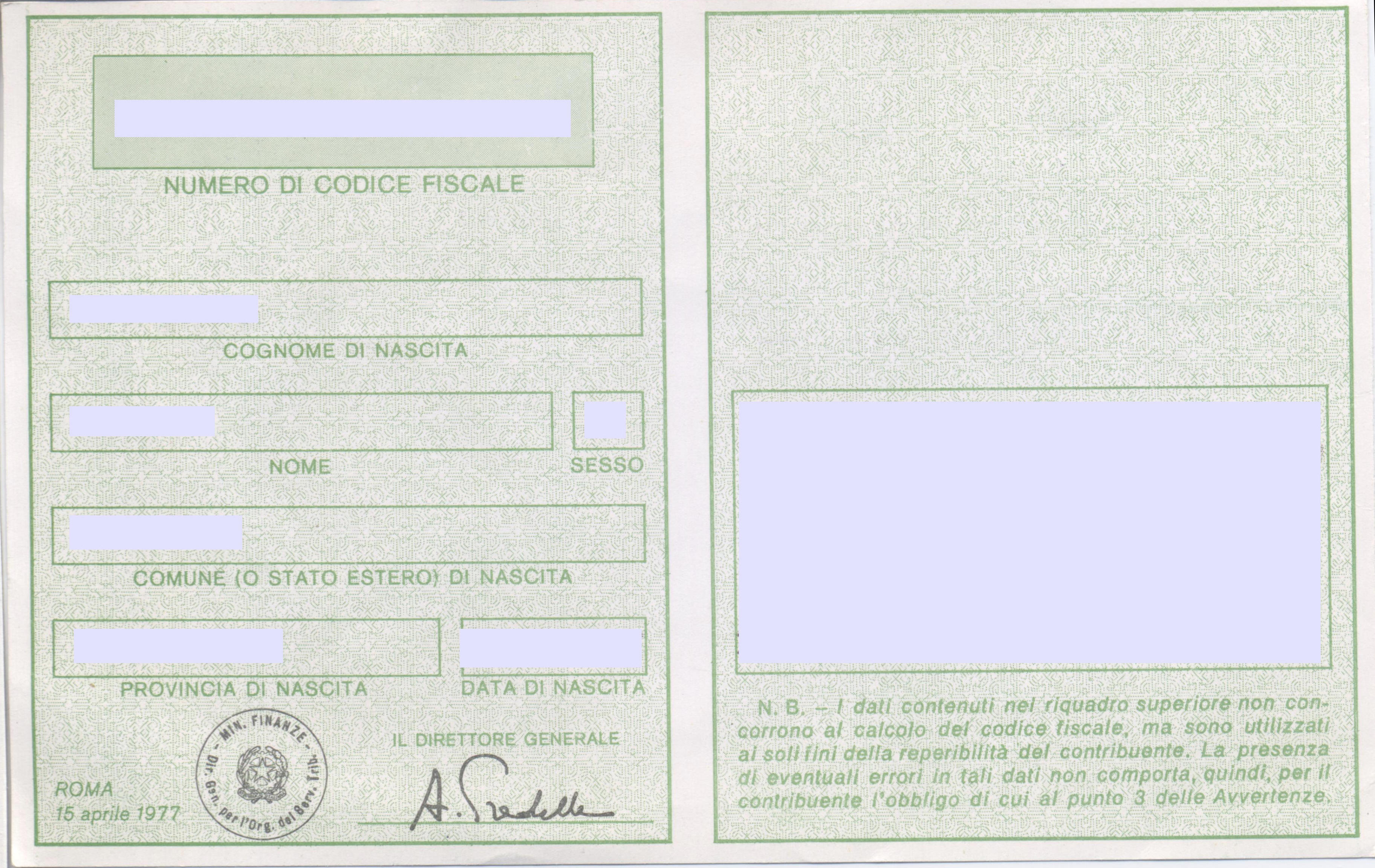
Il primo rilascio del codice fiscale, su tesserino cartaceo, rilasciato nel 1977.
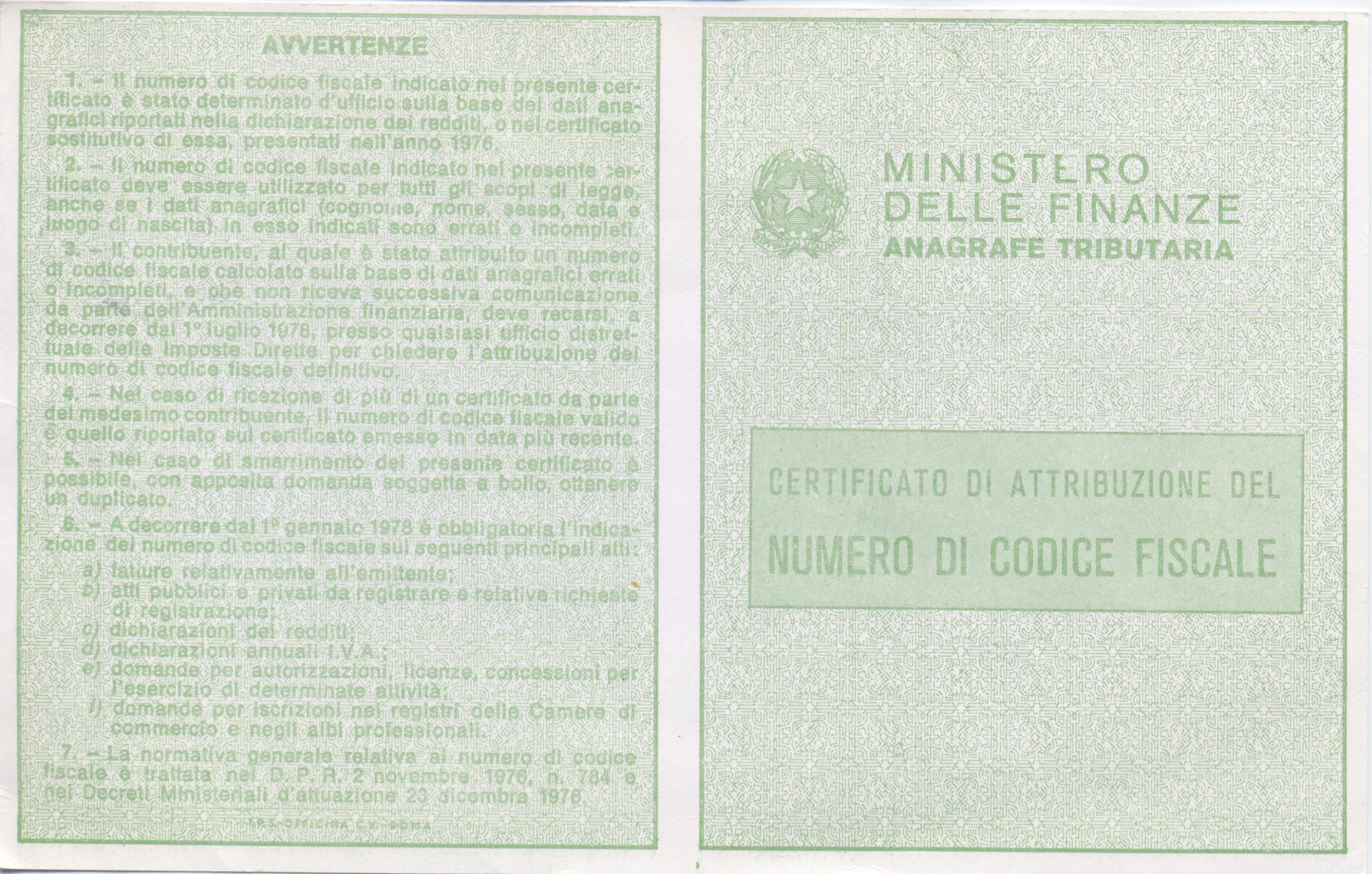
Il retro del tesserino cartaceo rilasciato nel 1977.

## Riferimenti normativi
- Decreto del Presidente della Repubblica 29 settembre 1973, n. 605 - Disposizioni relative all'anagrafe tributaria e al codice fiscale dei contribuenti.

### In altri paesi
- Social security number (Stati Uniti d'America)
- National Insurance number (Regno Unito)
- Numéro d'inscription au répertoire des personnes physiques (Francia)
- Número de DNI (Spagna)